# سكوت بيلي
سكوت بيلي (بالإنجليزية: Scott Bailey)‏ (و. 1978 – م) هو ممثل، من الولايات المتحدة الأمريكية، ولد في فلوريسانت، ميزوري.

## وصلات خارجية
- سكوت بيلي على موقع IMDb (الإنجليزية)
- سكوت بيلي على موقع ألو سيني (الفرنسية)
- سكوت بيلي على موقع أول موفي (الإنجليزية)
- سكوت بيلي على موقع قاعدة بيانات الفيلم (الإنجليزية)
- سكوت بيلي على موقع كينوبويسك (الروسية)